# 2024년 하계 올림픽 복싱
2024년 하계 올림픽 복싱(프랑스어: Boxe aux Jeux olympiques d'été de 2024)은 2024년 하계 올림픽의 정식 종목으로 진행된 복싱 경기로 2024년 7월 27일부터 8월 10일까지 프랑스 파리에서 열렸다.

## 참가국
- 알제리 (5)
- 아르메니아 (1)
- 오스트레일리아 (1)
- 아제르바이잔 (5)
- 벨기에 (3)
- 브라질 (1)
- 불가리아 (5)
- 캐나다 (2)
- 카보베르데 (2)
- 중화인민공화국 (8)
- 콜롬비아 (5)
- 크로아티아 (1)
- 쿠바 (5)
- 콩고 민주 공화국 (2)
- 덴마크 (1)
- 도미니카 공화국 (3)
- 에콰도르 (3)
- 이집트 (3)
- 핀란드 (1)
- 프랑스 (8)
- 조지아 (2)
- 독일 (2)
- 영국 (6)
- 아이티 (1)
- 헝가리 (3)
- 인도 (6)
- 아일랜드 (1)
- 이탈리아 (8)
- 일본 (2)
- 요르단 (3)
- 카자흐스탄 (1)
- 코소보 (1)
- 키르기스스탄 (1)
- 말리 (1)
- 멕시코 (4)
- 몽골 (2)
- 몬테네그로 (1)
- 모로코 (3)
- 모잠비크 (2)
- 네덜란드 (1)
- 나이지리아 (3)
- 조선민주주의인민공화국 (2)
- 노르웨이 (2)
- 팔레스타인 (1)
- 파나마 (1)
- 파푸아뉴기니 (1)
- 필리핀 (5)
- 폴란드 (5)
- 푸에르토리코 (2)
- 난민 (2)
- 루마니아 (1)
- 사모아 (1)
- 세르비아 (3)
- 슬로바키아 (1)
- 대한민국 (2)
- 스페인 (6)
- 스웨덴 (2)
- 중화 타이베이 (6)
- 타지키스탄 (3)
- 태국 (8)
- 통가 (1)
- 튀니지 (1)
- 튀르키예 (7)
- 우크라이나 (3)
- 미국 (8)
- 우즈베키스탄 (1)
- 베네수엘라 (2)
- 베트남 (2)
- 잠비아 (2)

## 메달리스트

### 남자
| 종목   | 금                                     | 은                                        | 동                                    |
| ------ | -------------------------------------- | ----------------------------------------- | ------------------------------------- |
| 51kg   | 하산보이 두스마토프 · 우즈베키스탄     | 빌랄 베나마 · 프랑스                      | 후니오르 알칸타라 · 도미니카 공화국   |
| 51kg   | 하산보이 두스마토프 · 우즈베키스탄     | 빌랄 베나마 · 프랑스                      | 다비드 드 피나 · 카보베르데           |
| 57kg   | 압두말리크 할로코프 · 우즈베키스탄     | 무나르베크 세이트베크 울루 · 키르기스스탄 | 찰리 시니어 · 오스트레일리아          |
| 57kg   | 압두말리크 할로코프 · 우즈베키스탄     | 무나르베크 세이트베크 울루 · 키르기스스탄 | 하비에르 이바녜스 · 불가리아          |
| 63.5kg | 에리슬란디 알바레스 · 쿠바             | 소피안 우미아 · 프랑스                    | 와이엇 샌퍼드 · 캐나다                |
| 63.5kg | 에리슬란디 알바레스 · 쿠바             | 소피안 우미아 · 프랑스                    | 라샤 구룰리 · 조지아                  |
| 71kg   | 아삿후자 무이딘후자예프 · 우즈베키스탄 | 마르코 베르데 · 멕시코                    | 오마리 존스 · 미국                    |
| 71kg   | 아삿후자 무이딘후자예프 · 우즈베키스탄 | 마르코 베르데 · 멕시코                    | 루이스 리처드슨 · 영국                |
| 80kg   | 올렉산드르 히주냐크 · 우크라이나       | 누르베크 오랄바이 · 카자흐스탄            | 크리스티안 피날레스 · 도미니카 공화국 |
| 80kg   | 올렉산드르 히주냐크 · 우크라이나       | 누르베크 오랄바이 · 카자흐스탄            | 아를렌 로페스 · 쿠바                  |
| 92kg   | 라지즈베크 물로조노프 · 우즈베키스탄   | 로렌 알폰소 · 아제르바이잔                | 엔마누엘 레예스 · 스페인              |
| 92kg   | 라지즈베크 물로조노프 · 우즈베키스탄   | 로렌 알폰소 · 아제르바이잔                | 다블라트 볼타예프 · 타지키스탄        |
| +92kg  | 바호디르 잘롤로프 · 우즈베키스탄       | 아유브 가드파 · 스페인                    | 넬비 티아파크 · 독일                  |
| +92kg  | 바호디르 잘롤로프 · 우즈베키스탄       | 아유브 가드파 · 스페인                    | 자밀리디니 아부두 · 프랑스            |

### 여자
| 종목 | 금                      | 은                            | 동                              |
| ---- | ----------------------- | ----------------------------- | ------------------------------- |
| 50kg | 우위 · 중화인민공화국   | 부세 나즈 차크롤루 · 튀르키예 | 나짐 키자이바이 · 카자흐스탄    |
| 50kg | 우위 · 중화인민공화국   | 부세 나즈 차크롤루 · 튀르키예 | 아이라 비예가스 · 필리핀        |
| 54kg | 창위안 · 중화인민공화국 | 하티제 아크바시 · 튀르키예    | 방철미 · 조선민주주의인민공화국 |
| 54kg | 창위안 · 중화인민공화국 | 하티제 아크바시 · 튀르키예    | 임애지 · 대한민국               |
| 57kg | 린위팅 · 중화 타이베이  | 율리아 셰레메타 · 폴란드      | 에스라 이을드즈 · 튀르키예      |
| 57kg | 린위팅 · 중화 타이베이  | 율리아 셰레메타 · 폴란드      | 네스티 페테시오 · 필리핀        |
| 60kg | 켈리 해링턴 · 아일랜드  | 양원루 · 중화인민공화국       | 우스이 · 중화 타이베이          |
| 60kg | 켈리 해링턴 · 아일랜드  | 양원루 · 중화인민공화국       | 베아트리스 페헤이라 · 브라질    |
| 66kg | 이만 칼리프 · 알제리    | 양류 · 중화인민공화국         | 짠쨈 수완나펭 · 태국            |
| 66kg | 이만 칼리프 · 알제리    | 양류 · 중화인민공화국         | 천녠친 · 중화 타이베이          |
| 75kg | 리첸 · 중화인민공화국   | 아테이나 빌론 · 파나마        | 케이틀린 파커 · 오스트레일리아  |
| 75kg | 리첸 · 중화인민공화국   | 아테이나 빌론 · 파나마        | 신디 응감바 · 난민              |